# Chapelet (engin de chantier)
Pour les articles homonymes, voir Chapelet (homonymie).

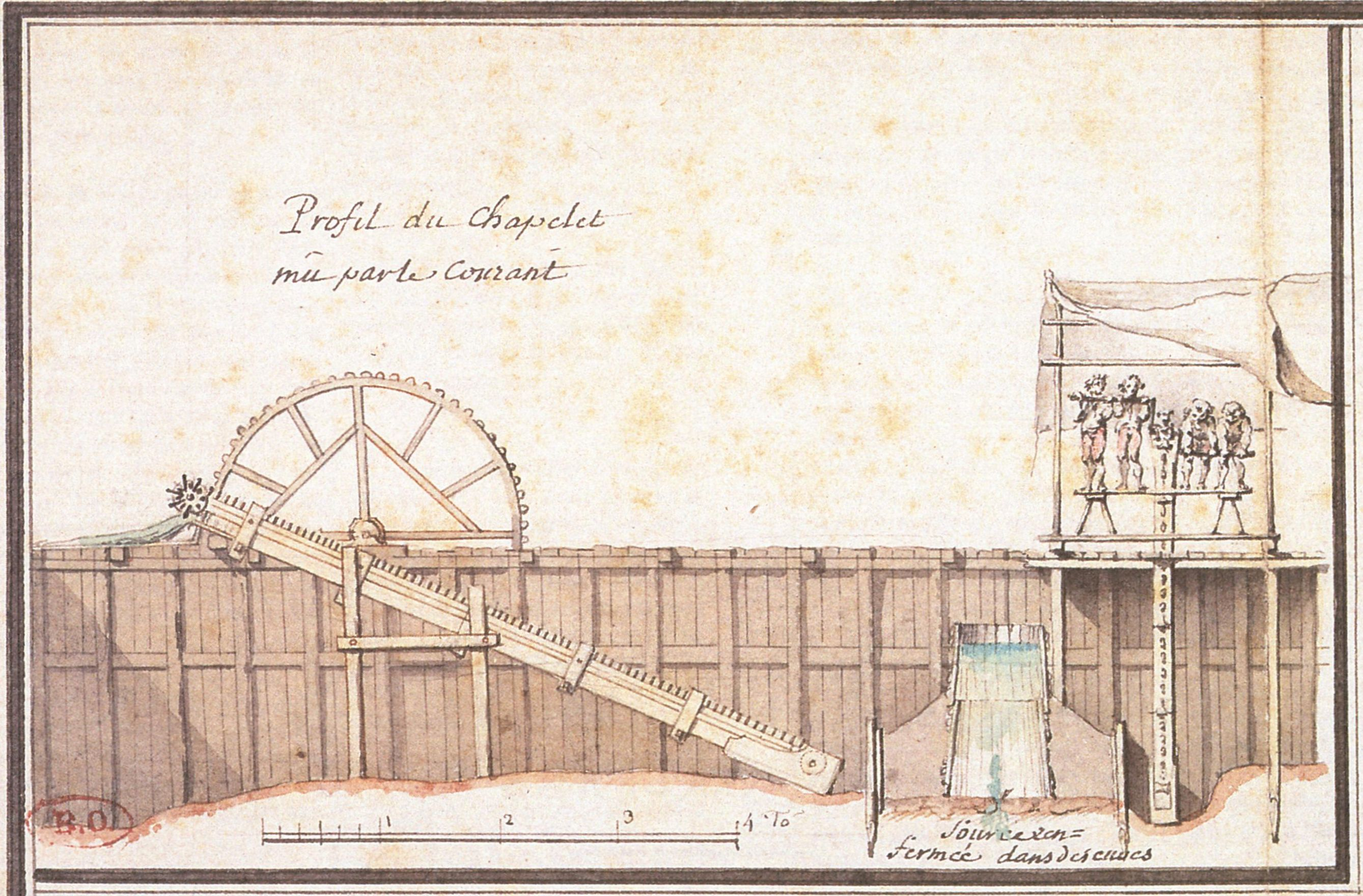
Chapelet incliné, utilisé pour la construction du pont George V de 1750 à 1760. Il permettait d'épuiser l'eau à l'intérieur du batardeau, dont on voit bien l'assemblage des palplanches

Un chapelet était un engin de travaux publics utilisé aux XVIIIe siècle et  XIXe siècle pour élever l’eau et permettait ainsi d’assécher une zone, comme à l’occasion de la construction d’un batardeau.

## Chapelet vertical

### Descriptif
Un chapelet vertical se composait d'un tuyau cylindrique de bois appelé buse, dont l'extrémité inférieure plongeait dans l'eau qu'on veut épuiser et d'une chaîne sans fin, garnie de plateaux ou rondelles de cuir gras à distances égales. Cette chaîne tournait sur une roue armée de pointes de fer et traversée par un axe portant des manivelles à ses extrémités. Elle était tendue à sa partie inférieure par un appareil qui permettait de la diriger convenablement. 
Lorsque cette machine est en mouvement, les pointes de fer saisissent successivement les chaînons, et la chaîne monte. Le plateau qui arrive à l'orifice inférieur de la buse y prend l'eau qui est au-dessous du précédent et l'élève avec lui jusqu'au dégorgeoir. 
Le diamètre des rondelles de cuir doit être plus grand que celui de la buse, pour qu'elles ne laissent retomber que la plus petite quantité possible d'eau. La buse a ordinairement de 4 à 6 mètres de longueur sur un diamètre de 0,13 m à 0,16 m. 

### Usage
Cette machine était employée pour les épuisements où il faut verser l'eau à une hauteur de plus de 4 mètres, mais elle s'engorgeait facilement et elle exigeait un entretien onéreux. Louis-Charles Boistard estime que le travail d'un homme, à l'aide de cette machine, est d'environ 13 à 14 mètres cubes d'eau élevés à 1 mètre en une heure. Ce résultat est à peu près le même que celui déduit par Jean-Rodolphe Perronet de la comparaison de vingt-deux chapelets.  

## Chapelet incliné
Le chapelet incliné ne diffère du chapelet vertical que par ses plateaux, qui sont en bois et carrés, et qui se meuvent dans une buse quadrangulaire. 
Cet engin entraîne une plus grande perte de force motrice que le chapelet vertical ; aussi était-il peu employé. 